# Batalla d'Ostrovno
La batalla d'Ostrovno va ser un combat que va tenir lloc el 25 de juliol de 1812, entre les forces franceses sota el comandament del rei de Nàpols Joachim Murat i les forces russes sota el general Ostermann-Tolstoi i que va acabar amb les forces russes retirant-se del camp de batalla.

## Context
Amb l'inici de la campanya russa a finals de juny de 1812, l'emperador Napoleó I va llançar amb la seva Gran Armée, una sèrie de maniobres d'embolcallament dels exèrcits imperials russos davant ell, amb la primera maniobra d'aquest tipus fallant davant la ciutat de Vilna, pràcticament sense cap combat. A continuació, Napoleó va llançar un segon intent envers Vitebsk, per intentar tombar el principal exèrcit rus sota Barclay de Tolly. Amb les forces franceses avançant per diferents rutes en direcció a Vitebsk, un primer gran combat va tenir lloc el 25 de juliol a prop d'Ostrovno, a 30 quilòmetres a l'oest de Vitebsk, quan el Primer cos de reserva de cavalleria del general Etienne de Nansouty es van trobar les forces del general rus Alexander Ivànovitx Ostermann-Tolstoi.

## La batalla
Al matí, el matí del 25 de juliol, el general Nansouty va posar en marxa dues de les seves divisions, des del poble de Boudilova i cap a Ostrovno, d'acord amb les ordres que havia rebut de l'emperador. Mentrestant, Murat, comandant les forces franceses en aquest sector, va partir del poble de Beixankovitxi amb dos batallons del 8è regiment d'infanteria lleugera i es va dirigir cap a la posició de Nansouty. Després de Murat, es trobava tot el IV Cos de l'Exèrcit del virrei Eugène de Beauharnais, encapçalat per la divisió del general Delzons, que va ser seguida a certa distància pel del general Broussier.
Amb Murat encara no al camp de batalla, els homes de Nansouty es van trobar amb l'avantguarda del Cos IV rus, és a dir, l'onzena divisió del general Txoglokov, la 23a divisió del general Bakhmetiev, una mica de cavalleria i un suport d'artilleria de 66 peces. Nansouty tenia sota el seu comandament la divisió de cavalleria lleugera de Bruyères (brigades Jacquinot, Piré i Nienwiewski) i la divisió de cavalleria pesant de Saint-Germain. Amb l'objectiu d'atrapar l'enemic i malgrat la desproporció de forces, Nansouty va enviar la brigada de Piré (16è de Chasseurs à cheval i 9è Chevau-légers lanciers) amb una reeixida càrrega que va desallotjar l'avantguarda russa i va agafar 150 presoners i 8 peces d'artilleria.
A continuació, Murat va arribar al camp de batalla amb reforços, desplegant els seus dos batallons d'infanteria lleugera i assumint el comandament personal de la divisió cuirassier de Saint-Germain. Amb els cuirassiers contrarestant i rebutjant un regiment de dragons rus que havia arribat a atacar l'ala dreta de les forces franceses, Murat es va adonar que es trobava en una posició perillosa i va enviar un missatger al general Delzons perquè apressés la seva marxa cap al camp de batalla. Es van produir diversos atacs, amb els francesos cometent la brigada de cavalleria de Jacquinot i la infanteria, però amb els russos mantenint terreny. Conscient de la seva superioritat numèrica, el comandant rus, el general Ostermann-Tolstoi, va llançar un atac contra les dues ales franceses, per intentar atrapar-les en un doble embolcallament. No obstant això, amb l'arribada d'una nova divisió francesa, la 13a divisió de Delzon, el comandant rus va decidir anular el seu atac i retirar-se. Murat es va decantar contra la persecució, tenint en compte les seves forces inferiors i sabent que la divisió de Broussier estava massa lluny de Delzons per poder-se comptar.

## Resultat
Els russos van optar per retirar-se del camp de batalla. Malgrat l'informe de Murat, que afirmava que l'enemic va perdre 4.000-5.000 homes morts o ferits i de 700 a 800 presoners, el Cos IV rus probablement va perdre 2.500 homes, morts i ferits. Les pèrdues totals franceses es calculen en 3.000; El segon regiment de cuirassiers va registrar grans pèrdues (187 cavalls perduts), després de suportar sis hores de foc d'artilleria. A més, durant aquest combat, que Napoleó va qualificar "d'acció d'avantguarda", el general francès Roussel va ser mort per un sentinella francès que el va prendre per un soldat rus.

## A la cultura popular
Leo Tolstoi utilitza la batalla en la seva obra Guerra i pau.